# 周打蜆湯

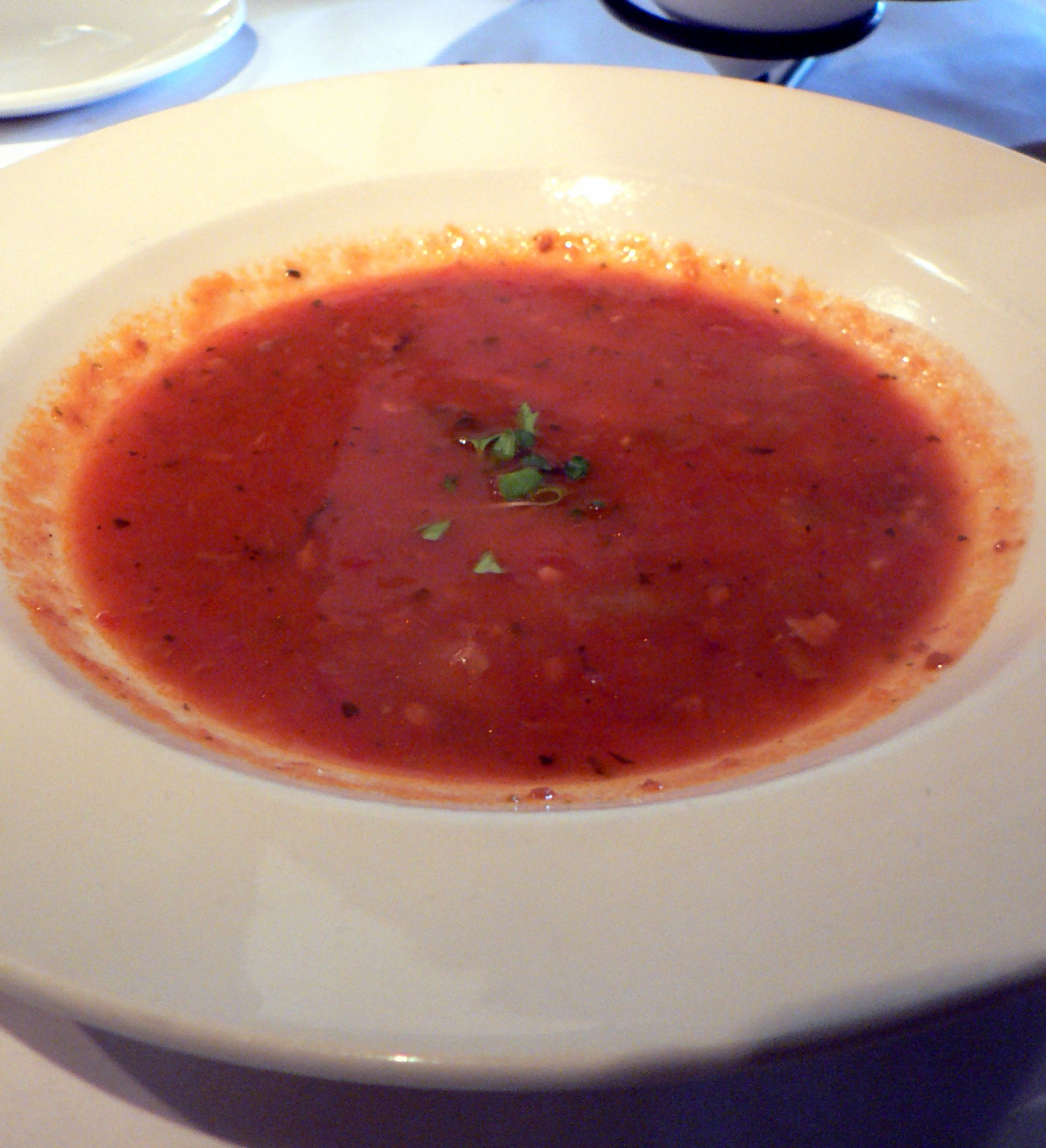
曼克頓周打蜆湯

周打蜆湯（英語：Clam chowder）是美國的一種巧達濃湯，主要材料為蛤蜊，配料主要有馬鈴薯、洋蔥等，忌廉和番茄的使用則因版本而異。周打蜆湯主要有兩個版本，其中一個發源於美國新英格蘭地區，其特點是加入大量忌廉，具有濃厚的奶油味，並以其最早流行的地區而被命名為新英倫周打蜆湯。另一個版本最初出現在美國紐約曼哈頓的漁市場，這種周打蜆湯主要以番茄及胡蘿蔔與蜆肉烹調而成，因為番茄的加入而呈現紅色，並且名為曼克頓周打蜆湯。在美國習慣上周打蜆湯會和麵包一起食用。

## 外部鏈接
维基共享资源上的相關多媒體資源：周打蜆湯